# Aulonogyrus concinnus
Espèce
Aulonogyrus concinnus est une espèce d'insectes coléoptères de la famille des Gyrinidae du genre Aulonogyrus qui a été décrite par l'entomologiste Klug en 1834.

## Description
Ce petit coléoptère dulçaquicole de couleur bronze mesure de 5,5 à 7 millimètres de longueur. Son corps ovale est finement recouvert de points et bordé de jaune, de même couleur que le dessous du corps et les pattes.

## Distribution
Cette espèce se rencontre en Europe méridionale et s'étend à l'est en Asie mineure, en Syrie, puis vers l'Irak et l'Iran et ensuite au Turkestan. On la trouve également dans les régions caucasiennes et transcaspiennes, jusque vers l'Extrême-Orient russe. Elle monte au nord en France septentrionale, en Belgique et aux Pays-Bas, ainsi que dans certaines régions du nord de l'Allemagne. 